# Ісак Єнсен
І́сак Сте́йнер Є́нсен (дан. Isak Steiner Jensen; нар. 23 грудня 2003) — данський футболіст, вінгер нідерландського клубу АЗ.

## Клубна кар'єра

### «Сеннер'юск»
Вихованець клубів «Несбю», «Оденсе» та «Сеннер'юск». 19 листопада 2020 року у віці 16 років підписав з «Сеннер'юском» контракт, що розрахований до літа 2023 року. 11 березня 2021 року дебютував в основному складі «Сеннер'юск» в матчі Кубка Данії проти клубу «Фремад Амагер», вийшовши на заміну Борду Фінне.
11 серпня 2021 року в поєдинку проти «Раннерса» дебютував у данській Суперлізі.

### «Сент-Луїс Сіті»
11 липня 2022 року перейшов в американський клуб МЛС «Сент-Луїс Сіті», підписавши чотирирічний контракт з можливістю продовження ще на один сезон. Після переходу почав виступати за дублюючий склад в чемпіонаті МЛС Некст Про. 26 березня 2023 року дебютував в основному складі «Сент-Луїса» в матчі МЛС проти «Реал Солт-Лейк», замінивши Джареда Страуда.

#### Оренда у «Віборг»
30 серпня 2023 року відправився в сезонну оренду в данський «Віборг» з опцією викупу. 3 вересня дебютував за «Віборг» в матчі Суперліги проти «Копенгагена», вийшовши на заміну Ібрагіму Саїду. 1 жовтня 2023 року в поєдинку проти «Орхуса» забив свій перший гол за клуб. Всього за час оренди забив сім голів у 27 матчах.

### «Віборг»
27 травня 2024 року «Віборг» активував опцію викупу, підписавши з гравцем трирічний контракт. 17 квітня 2025 року забив гол у ворота «Вайле» прямим ударом зі штрафного, який був визнаний голом місяця в Суперлізі.

### АЗ
15 липня 2025 року перейшов у нідерландський АЗ, підписавши п'ятирічний контракт. Сума трансферу становила 4 млн євро, що стало другим найдорожчим продажем в історії «Віборга» після Антона Гоеї. 24 липня  дебютував за нову команду в матчі кваліфікації Ліги конференцій УЄФА проти фінського «Ільвеса», вийшовши на заміну Ро-Занджело Далу. 10 серпня 2025 року в поєдинку проти «Гронінгена» дебютував в Ередивізі.

## Кар'єра в збірній
Виступав за збірні Данії до 18, до 19 і до 21 року.
В травні 2025 року потрапив в заявку збірної до 21 року на молодіжний чемпіонат Європи в Словаччині. На турнірі провів три матчі, а його команда дійшла до чвертьфіналу, де поступилась збірній Франції.

## Статистика виступів
Станом на 14 серпня 2025
| Клуб              | Сезон             | Чемпіонат         | Чемпіонат | Чемпіонат | Кубок | Кубок | Єврокубки | Єврокубки | Інші  | Інші | Всього | Всього | Всього |
| Клуб              | Сезон             | Дивізіон          | Матчі     | Голи      | Матчі | Голи  | Матчі     | Голи      | Матчі | Голи | Матчі  | Голи   |        |
| ----------------- | ----------------- | ----------------- | --------- | --------- | ----- | ----- | --------- | --------- | ----- | ---- | ------ | ------ | ------ |
| Сеннер'юск        | 2020–21           | Суперліга         | 0         | 0         | 1     | 0     | —         | —         | —     | —    | 1      | 0      |        |
| Сеннер'юск        | 2020–21           | Суперліга         | 19        | 0         | 4     | 0     | —         | —         | —     | —    | 23     | 0      |        |
| Сеннер'юск        | Всього            | Всього            | 19        | 0         | 5     | 0     | 0         | 0         | 0     | 0    | 24     | 0      |        |
| Сент-Луїс Сіті II | 2022              | МЛС Некст Про     | 7         | 0         | 1     | 0     | —         | —         | —     | —    | 7      | 0      |        |
| Сент-Луїс Сіті II | 2022              | МЛС Некст Про     | 8         | 1         | 0     | 0     | —         | —         | —     | —    | 8      | 1      |        |
| Сент-Луїс Сіті II | Всього            | Всього            | 15        | 1         | 0     | 0     | 0         | 0         | 0     | 0    | 15     | 1      |        |
| Сент-Луїс Сіті    | 2023              | МЛС               | 11        | 0         | 2     | 0     | —         | —         | —     | —    | 13     | 0      |        |
| → Віборг          | 2023–24           | Суперліга         | 25        | 7         | 2     | 0     | —         | —         | —     | —    | 27     | 7      |        |
| Віборг            | 2024–25           | Суперліга         | 27        | 9         | 6     | 2     | —         | —         | —     | —    | 33     | 11     |        |
| Всього            | Всього            | Всього            | 52        | 16        | 8     | 2     | 0         | 0         | 0     | 0    | 60     | 18     |        |
| АЗ                | 2025–26           | Ередивізі         | 1         | 0         | 0     | 0     | 4         | 0         | 0     | 0    | 5      | 0      |        |
| Всього за кар'єру | Всього за кар'єру | Всього за кар'єру | 98        | 17        | 14    | 2     | 4         | 0         | 0     | 0    | 117    | 19     |        |

1. ↑  Матчі в Лізі конференцій УЄФА

## Досягнення
Особисті
- Гол місяця данської Суперліги: квітень 2025[24]
- Команда місяця данської Суперліги: листопад 2023[25]